# 시민방송
재단법인 시민방송(市民放送, 영어: RTV)은 시민 참여와 공공 가치를 중심으로 하는 대한민국의 퍼블릭 액세스 전문 텔레비전 방송사이다. 2001년 5월 15일 재단법인 시민방송 창립대회를 개최한 후, 2002년 9월 16일에 개국하였다. 

## 프로그램
- 무한자유지대 (시민참여프로그램)
- 시민PD가 되다 (시민참여프로그램)
- 마을, 미디어로 꿈꾸다 (공동체 미디어 프로그램)
- 뉴스타파 (대안언론)
- 고발뉴스 (대안언론)
- 팩트TV (대안언론)
- 미디어 협동조합 - 국민TV뉴스 (대안언론)
- 미들 (독립저널리스트)
- RTV 스페셜

- 포토에세이
- 열린영상 시민의 눈
- 노동자 노동자
- 나는 장애인이다
- 이주노동자세상
- 행동하라 비디오로 액션V
- 다국어 이주노동자 뉴스
- 시사프로젝트 피플파워
- 다른 세상을 꿈꾸다
- 달리는 대학 청년을 말한다
- 미디어로 여는 세상
- 시인의 뜨락
- 우리 사는 이야기
- 문학4중주
- 시와 음악이 있는 뜨락
- 영화 날개를 달다

## 로고송
- 시민이 참여하는 RTV 시민방송 (2003~2016)
- 세상을 바꿀 당신의 목소리, RTV (2016~2024)[1]

## 같이 보기
- KBS 제1라디오
- KBS 제2라디오
- EBS FM
- MBC FM4U
- CBS 음악FM
- BBS FM
- TBS FM
- YTN
- 상생방송
- 방송대학TV